# Beta-propiolactonă
β-propiolactona (de obicei, doar propiolactonă) este un compus organic de tip lactonă, fiind un compus tetraciclic. Este un compus lichid, incolor, cu miros ușor dulceag, foarte solubil în apă și miscibil cu etanol, acetonă, dietil eter și cloroform.

## Obținere
β-propiolactona se obține la nivel industrial în urma reacției dintre formaldehidă și etenonă, în prezență de clorură de aluminiu sau clorură de zinc pe post de catalizator:
În laborator, propiolactona poate fi produsă prin reacția de carbonilare a epoxizilor.